# Пенцольдт, Эрнст
Эрнст Пенцольдт (нем. Ernst Penzoldt; 14 июня 1892[…], Эрланген, Королевство Бавария — 27 января 1955 или 28 января 1955, Мюнхен) — немецкий писатель, художник, скульптор и карикатурист. Известен также под псевдонимом «Fritz Fliege».

## Биография

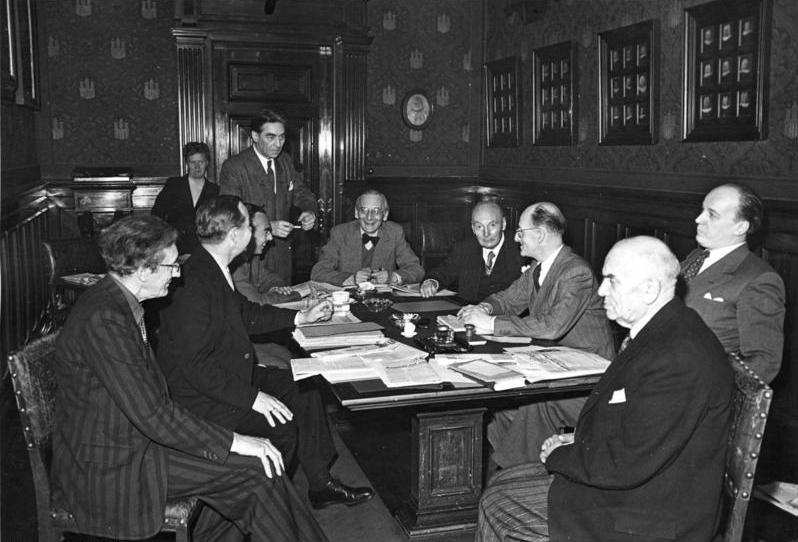
Заседание Германского ПЕН-клуба, Гамбург, 12 апреля 1949 г. Э.Ренцольд — первый слева

Родился в семье профессора медицины Франца Пенцольдта, был младшим из четырёх сыновей. Уже в юности показал склонности к художественному творчеству. В 1912 году поступил в Веймаре в школу искусств, где изучал скульптуру в классе Альбина Эггер-Линца. После ухода Эггер-Линца из веймарской школы её покинул и Пенцольдт вместе со своим товарищем Гюнтером Штолле. Оба продолжают обучение в Академии художеств Касселя. С началом Первой мировой войны, которую Пенцольдт встретил с энтузиазмом, оба товарища уходят на фронт, где Пенцольдт служит санитаром. В 1915 году он начинает писать стихотворения, очерки и рассказы. В 1917 году на войне погибает Штолле.
После окончания войны, в 1918 году, Пенцольдт приезжает в Мюнхен. Здесь он знакомится и становится дружен с Эрнстом Хеймераном, открывшем в 1922 году собственное издательство, Heimeran Verlag. В нём выходят в свет первые печатные сборники стихов «Спутник» (Der Gefährte), «Идиллии» (Idyllen, 1923) и «Тень Амфиона» (Der Schatten Amphion, 1924). Будучи гомосексуалистом, Пенцольдт тем не менее в 1922 году вступает в брак с сестрой Хермелина Фредерикой. В этом браке родились двое детей — в 1923 году сын Гюнтер, будущий драматург, и в 1927 году дочь Ульрика.
В начале 1920-х годов Пенцольдт окончательно сложился как писатель, он начинает сотрудничать с крупнейшими немецкими издательствами. Писатель становится одним из известных и популярных мастеров слова в литературных и литературно-критических кругах мюнхенской творческой интеллигенции. В 1924 году он становится одним из сооснователей художественного общества «Аргонавты». В 1927 году Пенцольдт в одном из литературных салонов Мюнхена знакомится с Томасом Манном, которому читает свои произведения. Манн оставил весьма дружественные отзывы о творчестве Э. Пенцольдта. После выхода в свет новеллы «Этьен и Луиза» его бывший учитель гимнастики подаёт иск в суд, так как предположил, что в этом произведении писатель в сатирической манере изобразил его и его дочь. Согласно судебному вердикту, новелла была запрещена к печати. В это же время, в 1929—1930 годы, писатель создаёт своё наиболее известное произведение, роман «Повенц-банда» (Die Powenzbande). В 1932—1935 годы он пишет и ставит на сценах немецких и австрийских театров ряд драматических произведений. В 1932 году он также получает предложение композитора Пауля Хендемита написать либретто для одной из его опер, однако успешно начатое сотрудничество окончилось безрезультатно вследствие изменения политической обстановки в Германии после 1932 года. В 1934 году выходит в свет роман «Мелкий земляной червь» (Kleiner Erdenwurm), в 1935 рассказ «Идолино» в 1939 год сборник «Благодарный пациент» (Der dankbare Patient).
В 1938 году Пенцольдт был призван на военную службу. Уже в армии он пишет ряд произведений, наиболее известное из которых — издававшаяся в 1940 и в 1943 годах в армейском издательстве новелла «Капрал Момбур». В 1944 году Пенцольдт по состоянию здоровья был комиссован и освобождён от дальнейшей службы. В послевоенное время писатель занимает различные официальные посты в различных писательских организациях. В 1948 голу становится членом Баварской академии изящных искусств. В 1949 он избирается генеральным секретарём западногерманской секции ПЕН-клуба. В сентябре 1949 года Пенцольдт, по предложению Альфреда Дёблина, становится постоянным членом майнцской Академии науки и литературы. В 1950 на экраны выходит кинофильм «Этот день придёт» по рассказу Пенцольдта «Капрал Момбур». В 1948 году писателю была вручена литературная премия города Мюнхена, в 1954 году — Иммерман-премия города Дюссельдорфа.
Автор постоянно участвует в политических дискуссиях Западной Германии, выступает против реваншизма и гонки вооружений, отстаивает права вернувшихся из эмиграции граждан. Был дружен с другими выдающимися литераторами и мыслителями страны, например, с Германом Гессе.
В 1973 году режиссёром Михаэлем Брауном для западногерманского телевизионного канала ARD был снят сериал по роману Пенцольдта «Повенц-банда».
В 2008 году в родном городе писателя, Эрлангене, был установлен ему памятник.

## Избранные произведения
- «Гном» (Der Zwerg.) 1927.
- «Бедный Чаттертон» (Der arme Chatterton.) 1928.
- «Этьенн и Луиза» (Etienne und Luise.) 1929.
- «Португальская битва. Комедия бессмертия» (Die Portugalesische Schlacht. Komödie der Unsterblichkeit.) 1930.
- «Каким был герр Бруммель» (So war Herr Brummel.), пьеса в 3-х актах. 1933.
- «Люди из Морковной аптеки» (Die Leute aus der Mohrenapotheke.) 1938
- «Эпистолы» (Episteln.) 1942.
- «Путешествие в страну книг» (Die Reise ins Bücherland.) 1942
- «Утешение» (Tröstung.) 1946
- «Сладкая горечь» (Süsse Bitternis.) 1951.
- Драмы (Dramen.) 1962. (избранные произведения в 4 -х томах)
- «Игра с ножницами. Отрезки» (Spiel mit der Schere. Scherenschnitte.) 1988.
- Юбилейное издание собрания сочинений в 7 томах к столетию со дня рождения Э.Пенцольдта. (Jubiläumsausgabe zum 100. Geburtstag von Ernst Penzoldt in sieben Bänden.) 1992.
- «Лето на Зильте. Объяснение в любви к острову» (Sommer auf Sylt. Liebeserklärungen an eine Insel.) 1992.